# Oberwil-Lieli
Oberwil-Lieli är en ort och kommun i distriktet Bremgarten i kantonen Aargau, Schweiz. Kommunen har 2 605 invånare (2023). Den består av de två ortsdelarna Oberwil och Lieli.